# 湖南水利水电职业技术学院
湖南水利水电职业技术学院（英語：Hunan Hydroelectric Occupational College）位于湖南省长沙市，为湖南省的一所高级专科大学。

## 历史
1980年湖南省水利技工学校创建
1989年湖南省水利水电学校（泉塘分部）创建（合署）
湖南省水利水电学校（泉塘分部）更名湖南省水利水电学校（泉塘分校）
1998年湖南省水利水电学校（泉塘分校）改建湖南省水利水电工程学校
2005年湖南水利水电工程学校升格为湖南水利水电职业技术学院

## 学校院系
湖南水利水电职业技术学院包含5个院部。
- 水利工程学院、建筑工程学院、电力工程学院、经济管理学院、基础课部。

## 学校文化
- 校训：上善若水[註 2]，求真致远[註 3]
- 办学理念：依托水利行业办学，立足为区域经济服务，走特色办学之路
- 办学定位：立足湖南，面向全国，依托行业，面向社会，培养适应生产、建设、管理、服务一线需要的高素质技能型人才
- 办学特色：校企合作，订单式培养[1]

## 荣誉
教学工作优秀学校、毕业生就业先进单位、省级文明卫生单位、市级文明卫生单位、花园式单位、省直系统双文明单位、省直思想政治工作先进单位

## 脚注
1. ↑  2020届开始由系部转为院部
2. ↑  上善若水出自《道德经》
3. ↑  致远出自《淮南子》